# Atentados de Bruselas de 2016
Los atentados de Bruselas de 2016 fueron dos ataques terroristas realizados por seguidores del autoproclamado Estado Islámico la mañana del martes 22 de marzo de 2016 en el aeropuerto y la red de metro de la capital belga en los que murieron 35 personas (incluyendo tres de los terroristas) y 340 resultaron heridas.

## Contexto
Los atentados tuvieron lugar siete días después de las operaciones policiales de Forest que condujeron al arresto de Salah Abdeslam en Molenbeek, una de las 19 comunas de Bruselas-Capital. Estas operaciones policiales se enmarcan en la investigación policial de los atentados ocurridos en París cuatro meses antes, el 13 de noviembre de 2015.

## Sospechosos

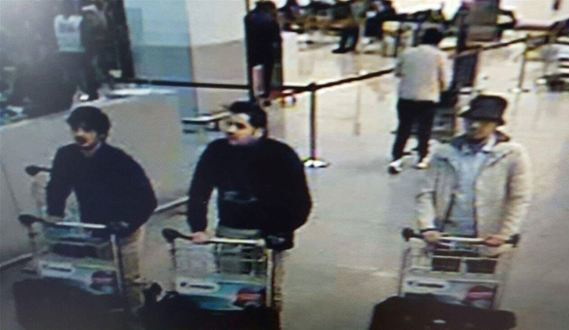
Captura de una cámara de seguridad en el aeropuerto de Zaventem que muestra las tres personas sospechosas de plantar las bombas en el aeropuerto de Bruselas. De izquierda a derecha Najim Laachraoui, Ibrahim El Bakraoui y Mohamed Abrini.

La policía belga dio a conocer que dos de los terroristas suicidas son los hermanos Khalid e Ibrahim El Bakraoui y otro tercer participante llamado Najim Laachraoui que mantuvo vínculos con los atentados de París de noviembre de 2015 y que se cree, ha sido el cerebro de la operación. Además hay una cuarta persona identificada como Mohamed Abrini y que habría dejado una tercera maleta con explosivos en el aeropuerto y que no llegó a explotar.
En total fueron cuatro los atacantes, tres en el aeropuerto, identificados como Ibrahim El Bakraoui, Najim Laachraoui (ambos se suicidaron en la operación) y un tercero, Mohamed Abrini, que habría dejado una tercera maleta con explosivos y que fue capturado pero que por falta de pruebas lo dejaron en libertad. El otro fue Khalid El Bakraoui, que se imoló en la estación de metro.
Osama Krayem fue arrestado en abril de 2016 y acusado de ser «el segundo hombre presente en el ataque en la estación de metro de Maelbeek y quien compró en el centro de la ciudad las bolsas que se utilizaron en los atentados», según el periódico español ABC. Osama Krayem es uno de los protagonistas del documental de 2005 Gränser Utan - en film om idrott och integration (Sin Fronteras - Una película sobre deporte e integración), filmado por el periodista Paul Jackson para el club deportivo IFK Malmö y fue descrito por el diario sueco Aftonbladet como «un documental sobre cómo tener éxito con la integración» de los inmigrantes en la sociedad sueca.

## Ataques

### Aeropuerto

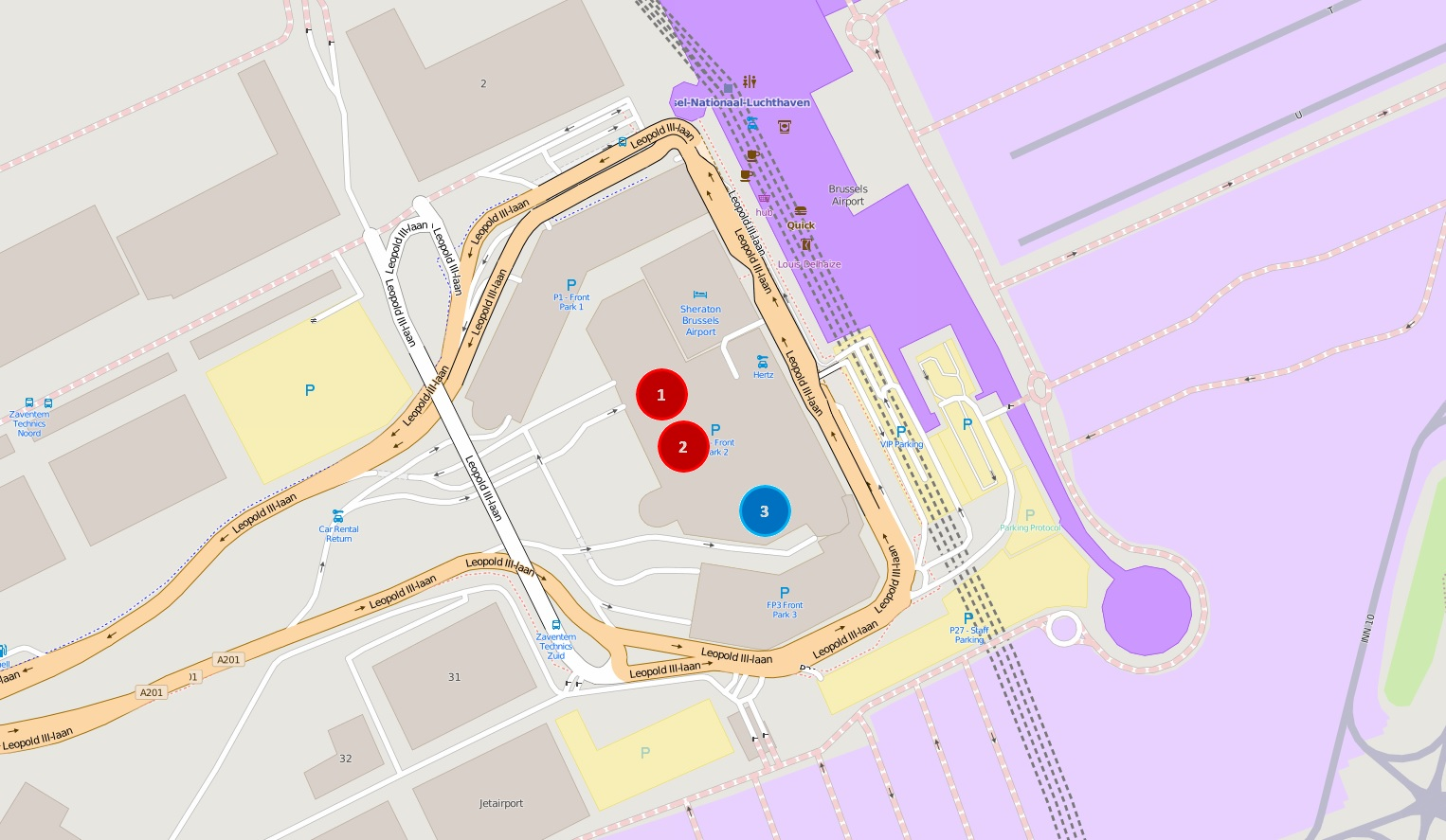
Bombas explosionadas
Bomba desactivada
Ubicación de las bombas en el aeropuerto de Bruselas.

El 22 de marzo de 2016, cerca de las 08:00 (CET) se produjeron dos explosiones en la sala de salidas de la terminal del aeropuerto de Bruselas que provocaron al menos catorce muertos y decenas de heridos. Uno de los ataques ocurrió cerca de los mostradores de facturación 6 y 7 de American Airlines y otro cerca del de Brussels Airlines y un café Starbucks. La fiscalía belga confirmó que el atentado fue cometido por al menos un atacante suicida que según la BBC habría gritado palabras en árabe antes de cometer el ataque y portaba un fusil tipo AK-47. El edificio del aeropuerto ha sufrido daños significativos. Videos en redes sociales mostraron escenas de daños después del ataque y a personas huyendo de la terminal aérea. Las autoridades policiales ingresaron a la zona de embarques a revisar cientos de equipajes que tras las explosiones fueron abandonados en busca de nuevos explosivos.

### Metro

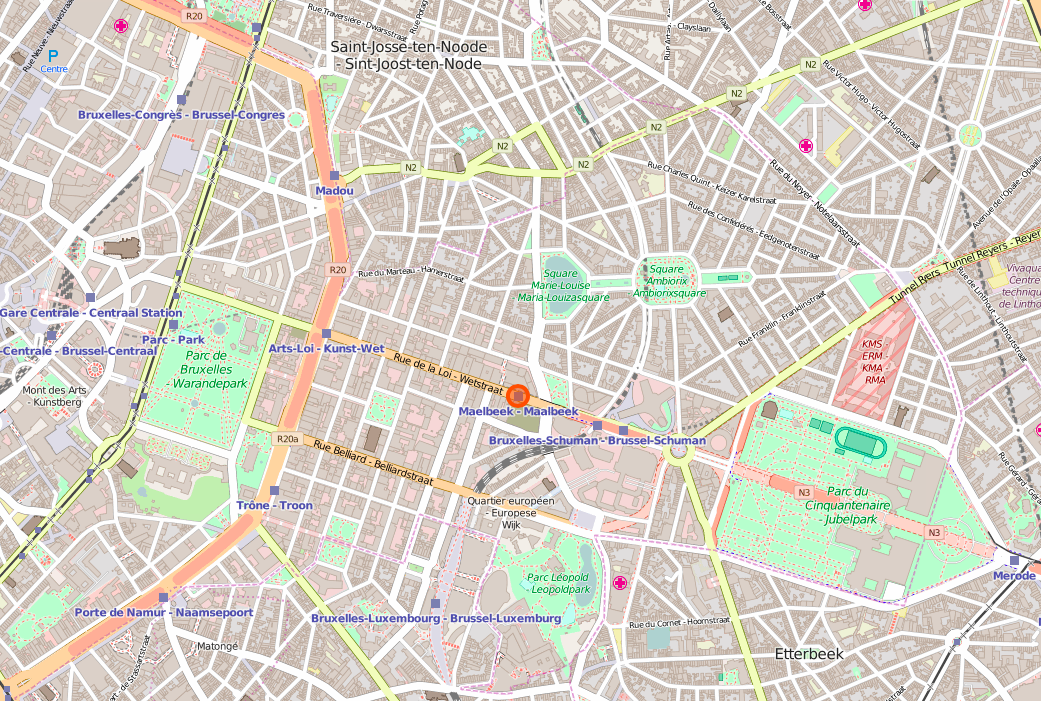
Ubicación de la estación Maelbeek/Maalbeek en Bruselas.

El mismo día, minutos más tarde, alrededor de las 09:11 (CET) se produjo al menos una explosión en un vagón del metro en la estación de metro de Maelbeek/Maalbeek cuando salía de la estación en dirección al centro de la ciudad con, al menos, veinte fallecidos, en la hora de mayor afluencia de dicho sistema de transporte. La estación se encuentra cerca de diversas agencias de la Unión Europea, incluido el Parlamento. El metro de la ciudad fue evacuado y cerrado.

## Víctimas
En total, en los atentados han muerto 35 personas, 32 civiles y tres de los terroristas, y otras 300 resultaron heridas. En el metro, fallecieron 20 personas dado que era la hora de mayor afluencia de dicho transporte, y otras catorce murieron en el aeropuerto. Hay 40 nacionalidades entre los muertos y heridos.
Fallecidos:
| Nacionalidad                             | Muertos |
| ---------------------------------------- | ------- |
| Bélgica                                  | 13      |
| Francia                                  | 10      |
| Estados Unidos                           | 1       |
| República Democrática del Congo/ Francia | 1       |
| Alemania                                 | 1       |
| China                                    | 1       |
| India                                    | 1       |
| Italia                                   | 1       |
| Marruecos                                | 1       |
| Perú                                     | 1       |
| Polonia                                  | 1       |
| Reino Unido                              | 1       |
| España                                   | 1       |
| Total                                    | 33      |

## Repercusiones

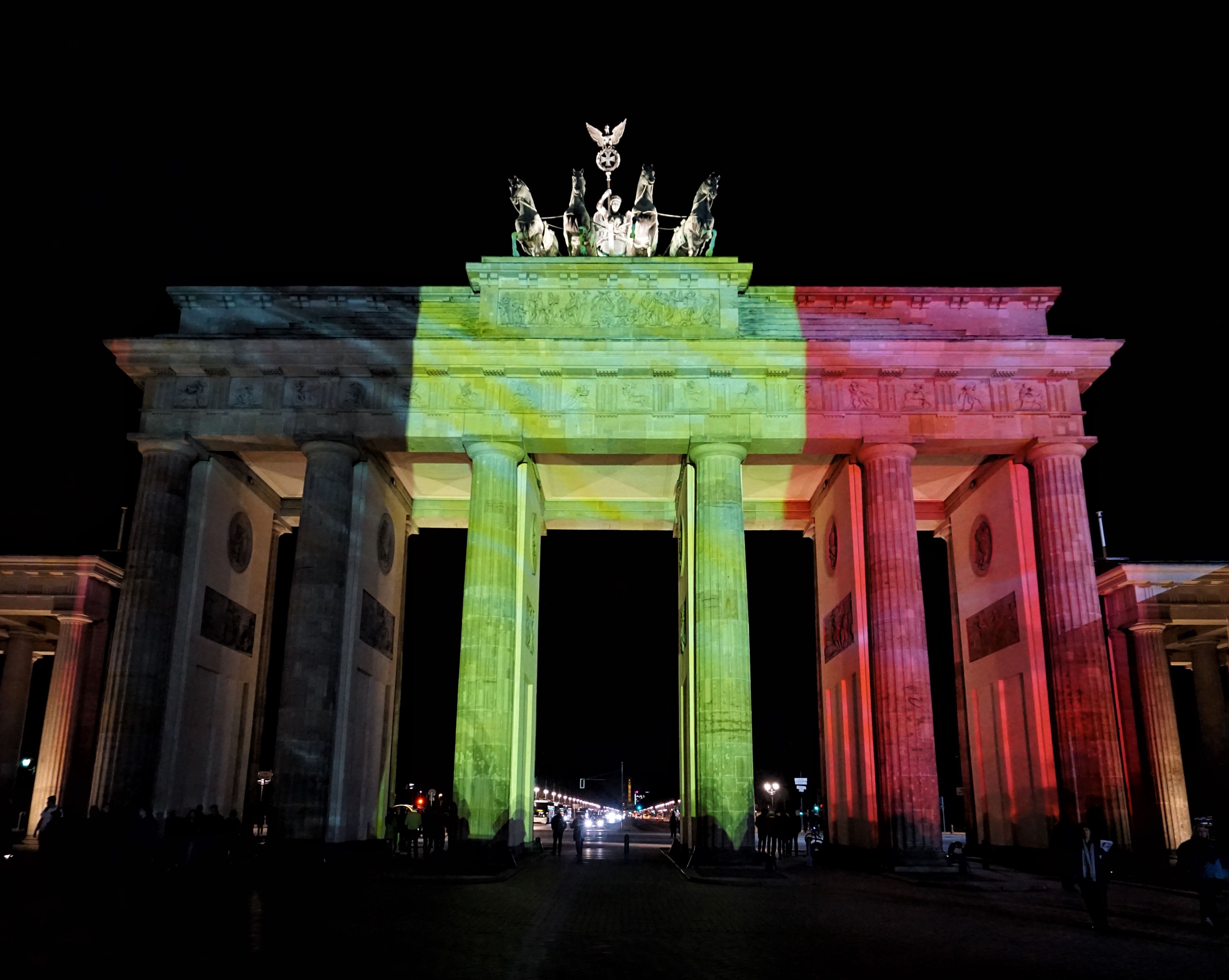
La Puerta de Brandeburgo iluminada con los colores de la bandera de Bélgica.

### Bélgica

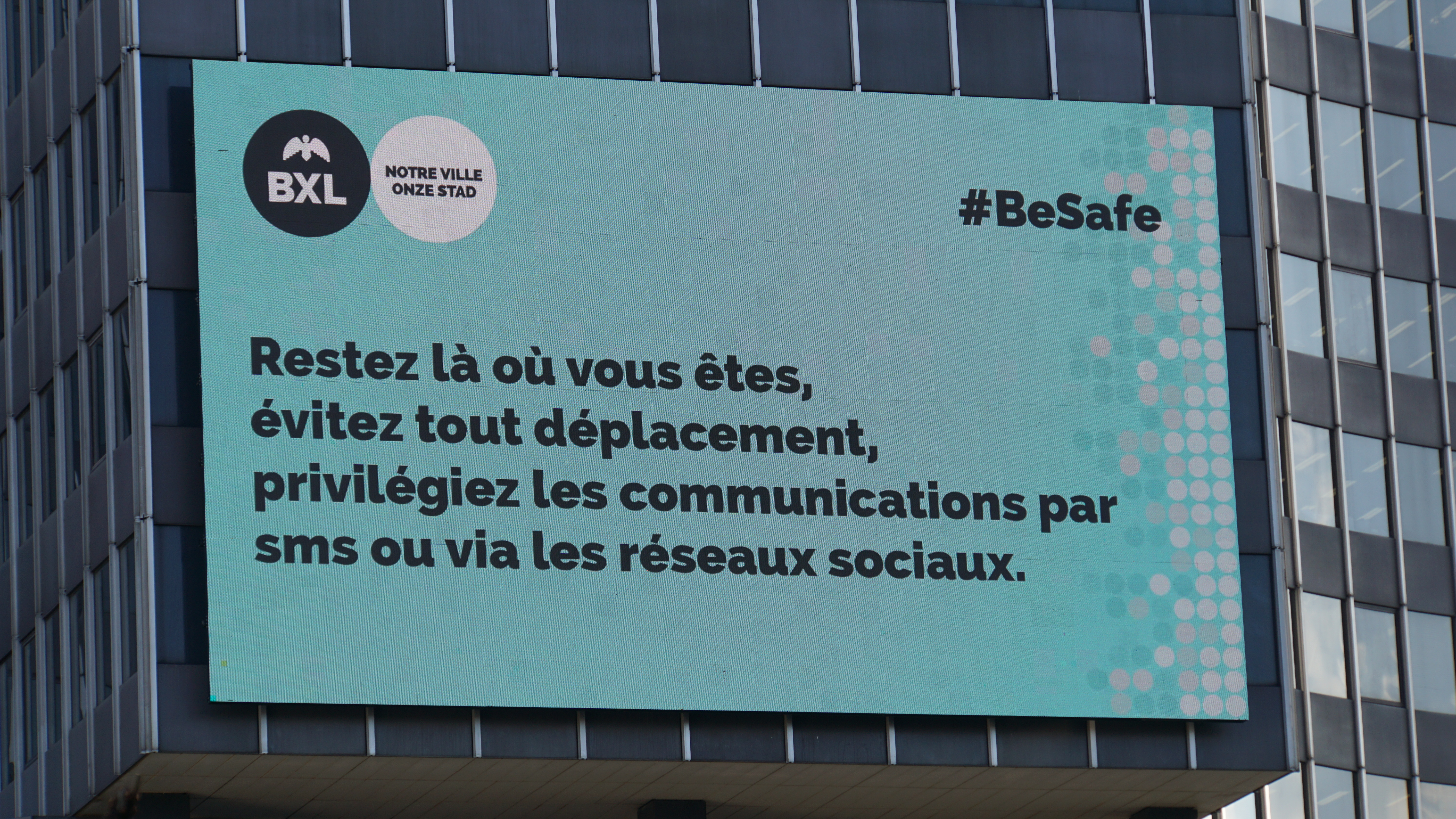
Panel publicitario en Bruselas. Dice, en francés, «Permanezca donde está, evite todo desplazamiento, comuníquese preferentemente por SMS o a través de las redes sociales».

El Órgano de Coordinación para el Análisis de la Amenaza subió el nivel de alerta de 3 al nivel 4 en todo el territorio nacional belga.
El primer ministro Charles Michel ha calificado los ataques de «ciegos, violentos y cobardes», añadiendo: «Este es un día trágico, un día negro... me gustaría llamar a todo el mundo y pedirles calma y solidaridad».
Los vuelos, instalaciones ferroviarias, metro y demás instalaciones de transporte, así como colegios e instituciones públicas fueron cerrados. Asimismo, el Parlamento Europeo fue evacuado y todas las reuniones fueron canceladas.

### Argentina
Tras los atentados, el gobierno argentino condenó los ataques terroristas e informó de que se dispuso un nivel de alerta mayor en todas las fuerzas de seguridad y medidas adicionales, ante la inminente llegada al país del presidente de los Estados Unidos, Barack Obama. Así lo informó el titular del Sistema Federal de Medios Públicos, Hernán Lombardi, quien participó de la reunión de Gabinete que se realizó esta mañana en la Casa de Gobierno y que fue encabezada por el presidente Mauricio Macri.
La ministra de Seguridad Patricia Bullrich informó de las medidas adicionales de seguridad que se tomaron y que se dispuso de un nivel de alerta mayor en todas las fuerzas de seguridad.
El presidente Mauricio Macri repudió los ataques a través de Twitter y ratificó su compromiso para cooperar en la lucha contra el terrorismo.

### Chile
El gobierno de Chile condenó los ataques terroristas, y se anunció que la cancillería activó un teléfono de emergencia para los familiares que quieran saber de los chilenos que residen en el país europeo. La presidenta de Chile, Michelle Bachelet, envió sus condolencias a los familiares de los fallecidos y heridos del ataque terrorista, dando su apoyo al Gobierno de Bélgica por los acontecimientos.
El canciller, Heraldo Muñoz, reiteró en nombre del gobierno de Chile sus condolencias a los familiares de las víctimas y aseguró que no existen damnificados de nacionalidad chilena en el atentado.

### Colombia
El presidente, Juan Manuel Santos, condenó los atentados e informó que entre los heridos se encuentran dos colombianos, uno de ellos en estado crítico. Horas más tarde se confirmó que este estaba fuera de peligro. La embajada colombiana en Bruselas activó un número de emergencias.

### Ecuador
La Cancillería de Ecuador, a través de su máximo representante el canciller ecuatoriano Guillaume Sebastien Long, emitió un comunicado a nombre del Gobierno Nacional y el pueblo ecuatoriano, rechazando los ataques terroristas ocurridos este martes en Bruselas:
«La Cancillería del Ecuador, en nombre del Gobierno Nacional y del pueblo ecuatoriano, expresa su más enérgico rechazo a los ataques perpetrados esta mañana en el aeropuerto y en el metro de Bruselas.» - Guillaume Long
Al momento se conoce que al menos un ciudadano ecuatoriano naturalizado belga, de nombre Jimmy Ernesto Montenegro, ha resultado herido de gravedad durante los atentados en el metro de Maalbeek. El pronóstico es reservado y el individuo se halla en coma. Cabe resaltar que la primera dama de Ecuador, Ann Malherbe Gosseline, es ciudadana belga (natal de Namur), por cuanto la conmoción en Ecuador por los sucesos se ha vuelto una revuelta mediática de condolencia.

### España
En una primera comparecencia del ministro de Asuntos Exteriores y de Cooperación en funciones, José Manuel García-Margallo, responsabiliza de los atentados a la banda terrorista Daesh. El nivel de alerta se mantuvo en 4, aunque este se reforzó con una mayor presencia policial. Además se han activado teléfonos de información y emergencia para los afectados españoles por los atentados y sus familiares por parte de Exteriores, que ha facilitado el teléfono del Consulado de España en la capital belga.
En un principio el ministro del Interior, Jorge Fernández Díaz, informó que había cuatro españoles heridos por las explosiones aunque manifestó que sus heridas «no revisten especial gravedad». Horas más tarde, el Ministro de Asuntos Exteriores y de Cooperación en funciones, José Manuel García-Margallo, revelaba que eran nueve los españoles que resultaron heridos en los atentados perpetrados en el aeropuerto y el metro de Bruselas, cuatro dados de alta y otros cinco hospitalizados, aunque según este, «No parece que haya un riesgo inminente o por lo menos no nos lo han dicho». Días más tarde, la Oficina de Información Diplomática informaba que una joven de 29 de nacionalidad española, Jennifer García Scintu, había muerto en el aeropuerto, siendo esta la única víctima mortal española de los atentados.

### Estados Unidos

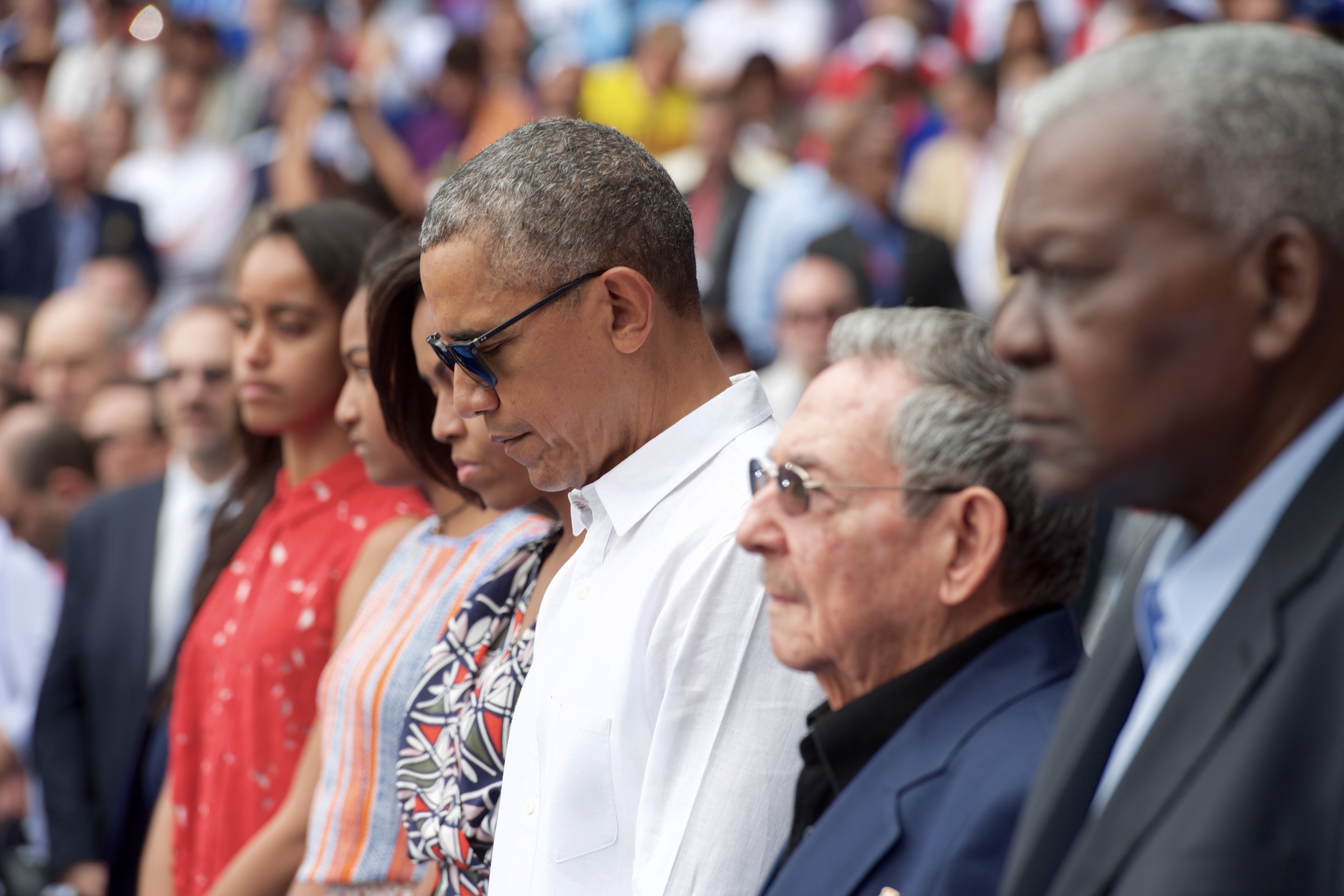
Los presidentes Barack Obama y Raúl Castro dedicando un minuto de silencio por los atentados.

Estados Unidos ha reforzado sus medidas de seguridad después de los ataques. En Nueva York, la policía ha aumentado la seguridad en las estaciones del metro y otras zonas de la ciudad.
El presidente Barack Obama, que se encontraba de visita oficial en Cuba, en el marco de la normalización de las relaciones diplomáticas, condenó los atentados e hizo un llamamiento a la comunidad internacional "para reclamar la unidad contra el terrorismo".

### Francia
El presidente francés, François Hollande, condenó los ataques y entregó su apoyo a Bélgica. Además afirmó que «Toda Europa ha sido golpeada» y dijo que se tomarán las disposiciones necesarias ante esta amenaza.
El primer ministro francés, Manuel Valls, repudió los ataques y afirmó que «Estamos en guerra».

### Israel
Israel ha bloqueado todos los vuelos procedentes de Europa temporalmente o mientras «se aclara la situación». Aun así, pasado el peligro, probablemente se mantendrán las restricciones por seguridad.

### Italia
El primer ministro italiano, Matteo Renzi, encabezó una reunión del comité de orden y seguridad nacional para evaluar medidas de prevención ante la amenaza terrorista. Además, la cancillería italiana pidió a través de su cuenta de Twitter que los italianos presentes en Bélgica eviten todo movimiento.
En la misma red social, el canciller Paolo Gentiloni expresó su «cercanía» por los «atentados», al tiempo que Renzi expresó: «Con el corazón y la mente en Bruselas, Europa».
Se activó el nivel de alerta máxima en varias ciudades del territorio italiano, además del refuerzo de seguridad en los aeropuertos de Roma y Milán, así como en las estaciones de metro y en el Vaticano. También, todos los vuelos procedentes de Bruselas fueron cancelados.

### México
El gobierno mexicano emitió un comunicado oficial por vía de la Secretaria de Relaciones Exteriores condenando los atentados. Posteriormente emitió otro comunicado sobre alerta de viaje a Bélgica. En la embajada mexicana en Bélgica se activaron teléfonos de emergencia y se informó que cinco mexicanos se encontraban en el aeropuerto de Bruselas en el momento del ataque. También informó de la localización de tres mexicanos que estaban desaparecidos en Bruselas.

### Panamá
El Gobierno de Panamá se solidariza con el pueblo, Gobierno y Reino de Bélgica. Asimismo, el Gobierno panameño anunció que se ha activado el Centro de Coordinación de Información (Cecodi) e hizo un llamado a los panameños visitantes o residentes a que se reporten ante la Embajada de Panamá en Bruselas. Igualmente, el presidente panameño, Juan Carlos Varela, reiteró la solidaridad de su país «con el pueblo belga ante la situación que vive», en mensaje escrito en su cuenta de Twitter, donde informó: «activamos líneas telefónicas para apoyar a los panameños que residen allá».

### Perú
El presidente Ollanta Humala expresó su solidaridad con los ciudadanos de Bruselas acerca de los atentados. Se confirmó unas horas después que una ciudadana peruana, que radicaba desde hace 6 años en Bélgica, falleció en los ataques. Se trataba de Adelma Tapia quien se encontraba con sus dos hijas, ambas de cuatro años de edad, y su esposo en el terminal del aeropuerto con destino a Nueva York. Una de sus hijas resultó herida.

### Reino Unido
El primer ministro David Cameron convocó al comité de emergencia del Gobierno Británico (Cabinet Office Briefing Room –COBRA–) para discutir la situación. Además se ha incrementado la seguridad en los aeropuertos de Gatwick y Heathrow. Desde la Oficina de Extranjería se ha aconsejado a los británicos en suelo belga evitar zonas muy transitadas o con mucha gente.

### Uruguay
El Gobierno comunicó que «condena en los términos más enérgicos los atentados terroristas ocurridos en Bruselas». Además, «Uruguay alienta a la comunidad internacional a mantenerse unida para combatir este flagelo que cercena vidas inocentes y afecta principios y valores compartidos, como la libertad, la igualdad, el respeto a los derechos humanos y la fraternidad fundamentales para sostener la convivencia pacífica entre los seres humanos».

### En el conjunto europeo
Todas las bolsas europeas registraron fuertes caídas tras conocerse la noticia.